# مونتمارولت
مونتمارولت (به فرانسوی: Montmarault تلفظ فرانسوی: [mɔ̃maʁo] ; اکسیتان: Montmaraut) یک کمون در بخش آلیه در مرکز فرانسه است.

## گردشگری
کمپ پتیت وَلِت (Petite Valette) توسط آداک (ADAC) آلمان به عنوان بهترین کمپینگ اوورن (Auvergne) انتخاب شده‌است.

## مساحت
مونتمارولت ۹ کیلومتر مربع مساحت دارد ۴۸۷ متر بالاتر از سطح دریا واقع شده‌است.